# 巴蒂亞加塔烏帕齊拉
巴蒂亞加塔乌帕齐拉是孟加拉国庫爾納縣的一个乌帕齐拉，位於庫爾納专区的庫爾納縣。。

## 人口
據1991年孟加拉國人口普查，巴蒂亞加塔共有戶數23,698戶，人口128184人。其中男性佔比51.07%，女性佔比48.93%；成年人口71,463人。該地7歲以上人口之平均識字率為37.7%，高於全國平均值（32.4%）。